# Radical SR9
Chronologie des modèles
Radical SR8
La Radical SR9 est une voiture de course homologuée pour courir dans la catégorie Le Mans Prototype de l'Automobile Club de l'Ouest.

## Création du prototype
Elle est conçue par Peter Elleray,.
En mars 2006, elle effectue ses premiers tours de roue sur le circuit Paul-Ricard,.

## Aspects techniques
La puissance du moteur Judd développe environ 530 ch à 10 500 tr/min. 

## Histoire en compétition
Elle entre pour la première fois en compétition à l'occasion des 1 000 kilomètres d'Istanbul 2006.
En 2010, lors des 24 Heures du Mans, l'écurie suisse Race Performance se classe sixième de la catégorie LMP2 et dix-huitième du classement général,.
En mars 2011, une Radical SR9 de l'écurie Team LNT est présente aux essais d'avant saison de l'American Le Mans Series : les Winter Test, mais l'écurie déclare forfait pour la première manche, les 12 Heures de Sebring,.
En février 2012, l'écurie Project Libra annonce qu'elle souhaite participer au championnat American Le Mans Series avec une Radical SR9 motorisée par Ford. Elle est engagée à la manche de Laguna Seca.